# Доброславський Валерій Юрійович
Валерій Юрійович Доброславський (Доброслав) (19 травня 1965, Луганськ — 7 червня 1997, Луганськ) — впливовий луганський бізнесмен, кримінальний авторитет 1990-х років. У 1996 році, під час соціологічного опитування, проведеного в Луганську, зайняв 3-тє місце в списку найвідоміших луганчан, випередивши таких своїх земляків, як Володимир Даль та Клим Ворошилов.

## Біографія
Починав Валерій Доброславський наприкінці 1980-х, повернувшись у місто після строкової служби, тому у 1990 році вже мав створене і очолюване ним стійке угрупування-«бригаду» з жорсткою дисципліною, що складалося з колишніх спортсменів і вимагало данину з місцевих підприємців та бізнесменів[джерело?]. Уже тоді воно було одним із найсильніших і найвпливовіших у місті.
Надалі вплив і влада Доброславського тільки зростали й невдовзі він став неофіційним одноосібним володарем регіону.
Одним із перших кримінальних авторитетів України Валерій Доброславський почав легалізовувати свій бізнес.
«Імперіал-бізнес LTD» став його першим легальним підприємством, яке було зареєстроване 12 квітня 1995 року. Потім було створено десятки інших структур. Загалом «Доброслав» контролював більшу частину бізнесу Луганської області.
За спогадами очевидців відзначався жорстокістю, щедрістю, справедливістю та вмінням домовлятися з людьми й знаходити з ними спільну мову.

### Вбивство
У ніч з 6 на 7 червня 1997 року невідомі почали стріляти з гранатомета й трьох автоматів Калашникова по автомобілях «Жигулі» та «Тойота», в яких їхав Доброславський та його друзі. На місці злочину було знайдено трубу від гранатомета РПГ-26, два автомати і близько 120 автоматних гільз. Внаслідок стрілянини загинув В. Доброславський та двоє його охоронців.
За офіційною версією слідства замовником вбивства була банда Євгена Кушніра, а виконавцем — Сергій Кулєв, який належав до угрупування Валерія Пушнякова. Але ця версія зазнала критики, а серед справжніх замовників та організаторів вбивства найімовірнішими називали «донецьких». Після смерті Доброслава «луганський клан», який він очолював, і в приналежності якого згодом звинувачували Володимира Струка, Олексія Данілова та інших, розпався, а Луганська область потрапила під вплив «донецьких».